# 井関清
井関 清（いせき きよし、1938年2月11日 - 2015年11月6日）は、日本の実業家。ハウスメイト創業者。元日本賃貸住宅管理協会会長。元関東愛媛県人会会長。

## 人物・来歴
愛媛県大洲市出身。2歳の時に父が死去し母子家庭に育つ。1956年愛媛県立松山東高等学校卒業。1961年中央大学法学部卒業。1974年井関商事を創業。1977年ハウスメイト設立。1999年日本賃貸住宅管理業協会会長。2001年日本賃貸住宅管理協会会長。2009年関東愛媛県人会会長。2015年11月6日、胆管癌のため死去。

## 著書
- 『プラス思考で、夢は必ず実現する 新「賃貸住宅」時代の幕は開けた』経済界 2005年